# Folgosa (Maia)
Folgosa is een plaats (freguesia) in de Portugese gemeente Maia en telt 3603 inwoners (2001).